# 1123 هـ
1123 هـ هي سنة في التقويم الهجري امتدت مقابلةً في التقويم الميلادي بين سنتي 1711 و1712.

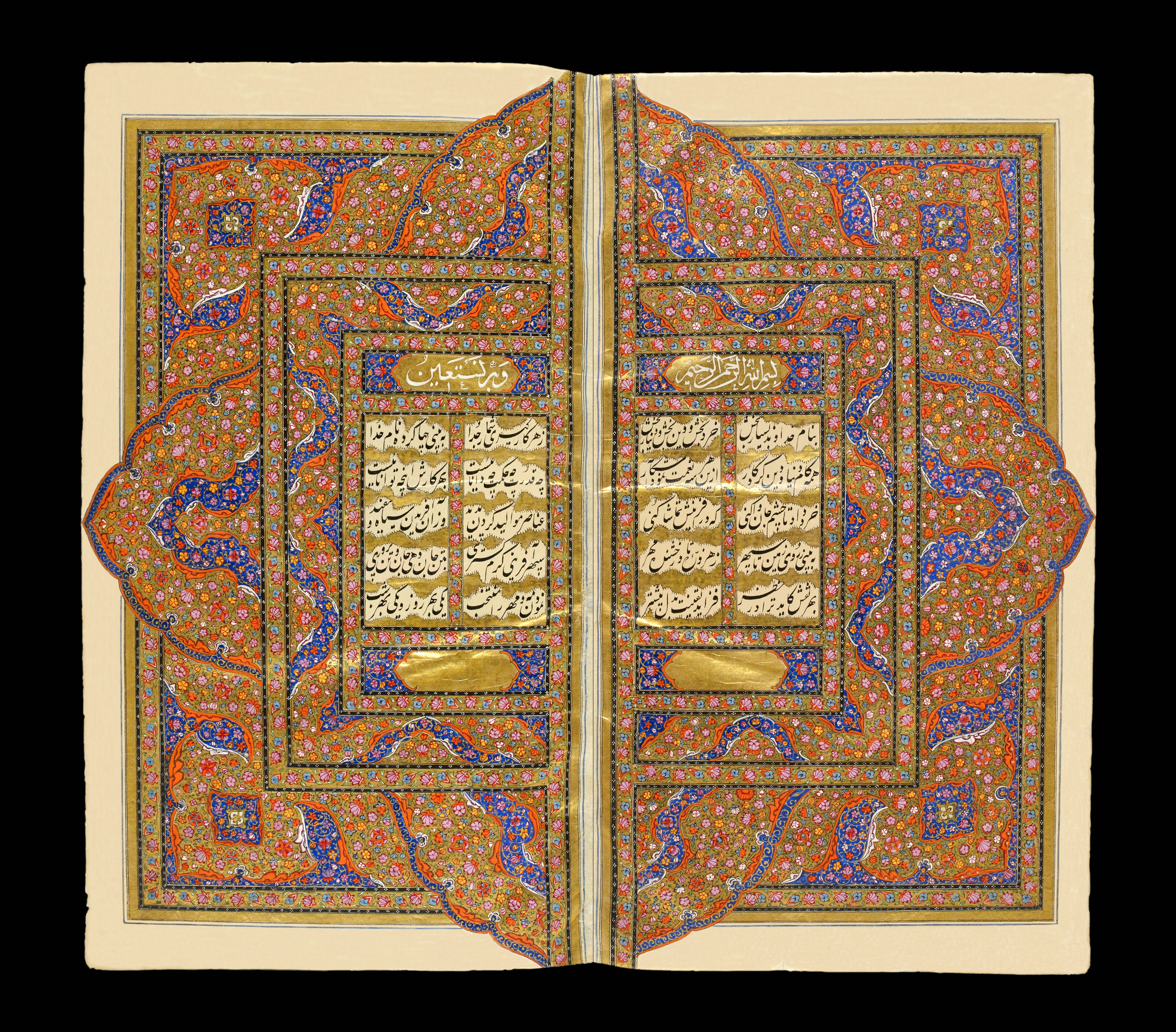
صفحة من مخطوطة كتاب حمله حيدرى للمشهدي موجودة في مكتبة فرنسا الوطنيَّة

## وفيات
- سيف بن سلطان اليعربي
- محمد رفيع المشهدي
- مصطفى بن فتح الله الحموي